# Slesvig-Holsten-Haderslev
Slesvig-Holsten-Haderslev er den historiografiske betegnelse for de dele af hertugdømmerne Slesvig og Holsten, der blev regeret af Hans den Ældre som hertug af Slesvig og Holsten med Haderslev som hovedresidens.
Da Hans den Ældre døde uden arvinger i 1580, blev hans andel af hertugdømmerne fordelt mellem hans to medhertuger, Frederik 2. og Adolf af Slesvig-Holsten-Gottorp.